# Danse sportive
La danse sportive est un terme désignant un groupe spécifique de danses de couple ayant un aspect sportif prononcé. Ce terme était appliqué à la danse de salon de compétition, dans son style international. Aujourd'hui, il englobe aussi les styles américains de ces danses, l'American Smooth et l'American Rhythm, ainsi que le rock'n'roll, le boogie-woogie, le breakdance, le disco et le hip-hop. Le terme officiel en anglais, utilise par la Fédération Internationale[Quoi ?] pour les danses sportives est DanceSport.

## Genres de danses
Les danses sportives ont un aspect sportif prononcé. Aujourd'hui, la danse sportive englobe les styles internationaux latins et standards ainsi que les styles américains de ces danses, l'American Smooth et l'American Rhythm. Il englobe aussi le rock'n'roll, le boogie-woogie, le breakdance, le disco et le hip-hop,. Le terme englobe aussi parfois encore la danse en fauteuil roulant, la salsa, le rock acrobatique, la danse moderne, la danse contemporaine et la danse jazz.

### Définition
La Fédération Mondiale de Danse Sportive décrit le DanceSport de la façon suivante :

« Le DanceSport est une activité qui combine sport et danse, et qui permet aux participants d'améliorer leurs aptitudes physique et leur bien-être mental afin de former des relations sociales et pour obtenir des résultats en compétition à tous niveaux. Le DanceSport compétitif est pratiqué dans une grande variété de styles et de formes de danses dans les compétitions organisées par la IDSF, reconnues internationalement »

— Fédération Mondiale de Danse Sportive (WDSF), Traduit de l'anglais

## Organisation
La Fédération mondiale de danse sportive (en anglais World DanceSport Federation, WDSF, et anciennement International Dance Sport Federation, IDSF) est l'organisme international de danse sportive reconnu par le Comité international olympique (CIO). D'autres groupements internationaux existent, tels que l'International Professional Dance Sport Council (IPDSC) et le World Dance Council (WDC).

### Danse sportive et olympisme
En 1997, le Comité international olympique a officiellement reconnu la danse sportive en tant que sport et la WDSF comme fédération sportive internationale. La WDSF travaille à la reconnaissance de la danse sportive comme sport médaillé pour les Jeux olympiques. La décision prise par le CIO en 2000 de ne pas ajouter la danse sportive aux disciplines pratiquées durant les Jeux est toujours d'actualité pour les Jeux olympiques d'été de 2020 de Tokyo, au Japon ainsi que pour les Jeux olympiques d'été de 2024 de Paris. En attendant, la danse sportive est représentée aux Jeux mondiaux (en 2017, en 2013 et durant les années précédentes), placés sous l'égide du CIO, auxquels participent les Équipes de France de danse sportive, chapeautées par la Fédération française de danse (FFD).

## Danses latines et standards
La danse sportive internationale comporte 2 disciplines :
- les danses dites "latines"
- les danses dites "standards"

Ces disciplines comptent chacune 5 danses ayant une histoire et une origine différente :
- Danses latines

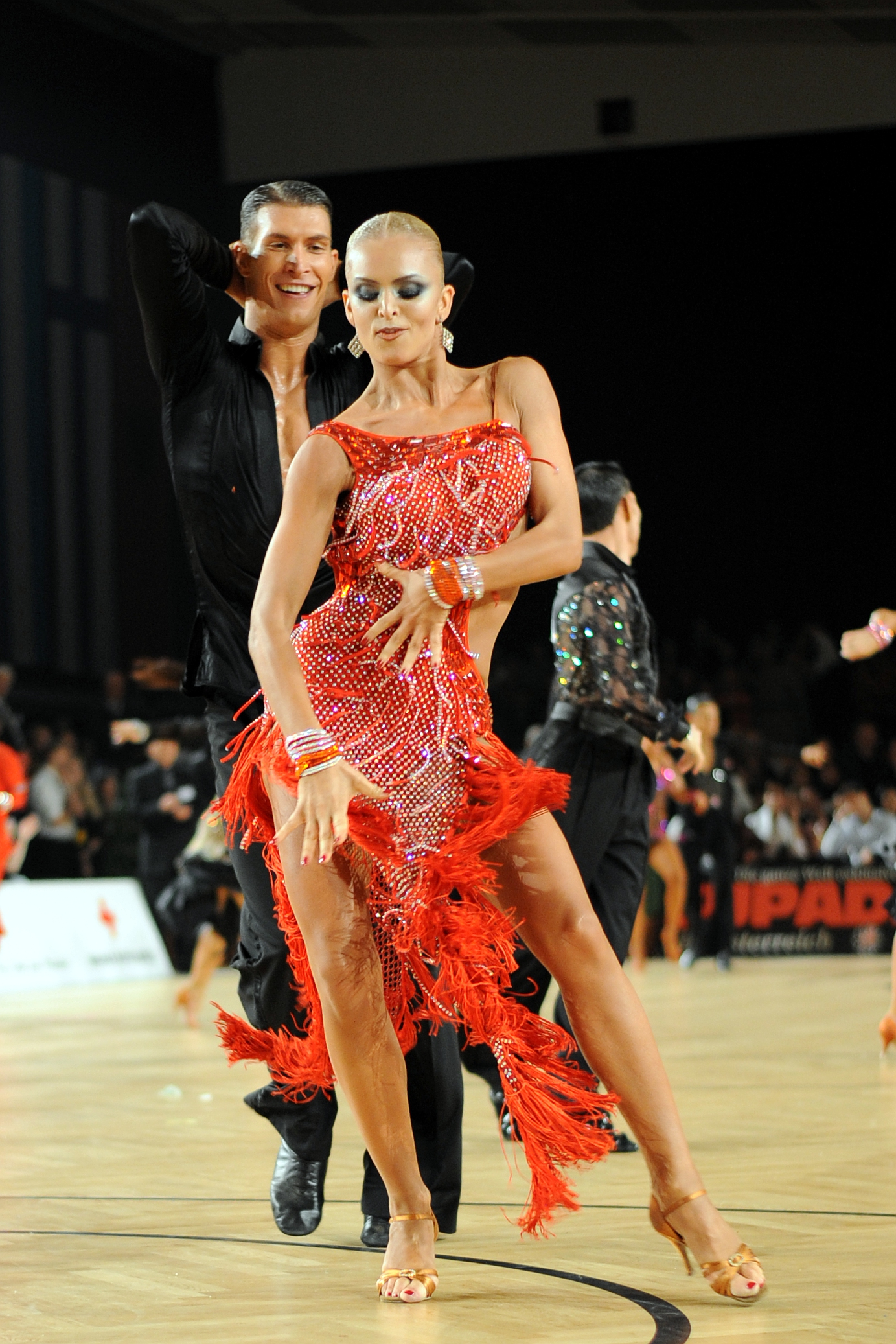
Danseurs de cha-cha-cha.

  - la samba : danse festive et joyeuse, originaire du Brésil
  - le cha-cha-cha : danse cubaine très énergique
  - la rumba : danse cubaine, s'apparentant au cha-cha-cha avec un pas de moins ; plus lente, le sentiment prédominant y est l'amour et la sensualité
  - le paso doble : originaire d'Espagne pour la musique et de France pour la danse, il tire ses origines du flamenco et de la corrida (l'homme représentant le torréro et la femme tour à tour la cape, le taureau ou le toréador)
  - le jive (proche du rock à six temps) : dérivé du boogie-woogie, dansé par les Américains pour fêter les libérations des villes à la fin de la guerre 39-45
- Danses standards
  - la valse anglaise ou valse lente
  - le tango de salon
  - la valse viennoise ou valse rapide
  - le slow fox, slow foxtrot ou foxtrot
  - le quickstep ou quick foxtrot

### Niveaux
La danse sportive, en tant que discipline, comporte plusieurs niveaux qui déterminent notamment les figures autorisées en compétition. En revanche, en pratique amateur et hors compétition, les figures permises ne connaissent pas ou très peu de restrictions.
Il existe plusieurs types de pratique de la danse sportive, comme les versions américanisées des danses standards et latines, appelées respectivement American Smooth et American Rhythm (en), ainsi que la pratique dite "sociale".
La danse sportive internationale compte huit niveaux, identiques pour les danses standards et les danses latines. Un danseur peut concourir à des niveaux différents dans les deux styles.

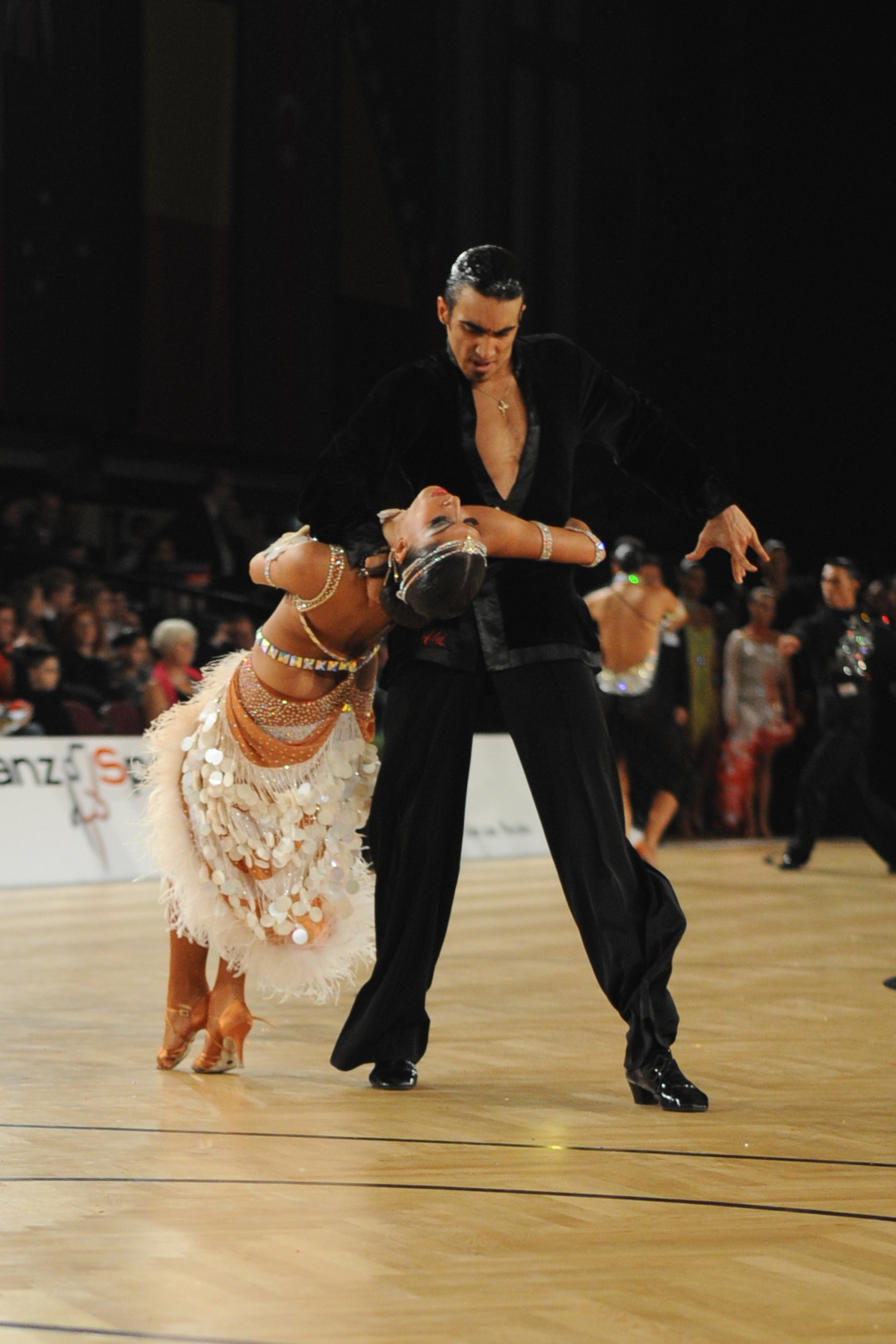
Danseurs de Paso Doble.

- Débutant
- Pré-Bronze
- Bronze
- Argent (Espoir)
- Or (Aspirant)
- Pré-Amateur (National)
- Amateur (International)
- Professionnel

## DanceSport
Le DanceSport tel que régulé par la WDSF comprend les disciplines ci-dessous :

### DanceSport caribéen
Le DanceSport caribéen contient quatre formes de danses: la salsa "sur le un" et "sur le deux", la bachata et le merengue.

### DanceSport urbain
Le DanceSport urbain comprend six formes de danse: le breakdance, l'"electric boogie", le hip hop (et ses battles), les shows de street dance ainsi que la "techno".

### DanceSport smooth
Les compétitions de danse smooth comprennent quatre danses : la valse lente (de style américain), le tango de salon (de style américain), le foxtrot (de style américain continuité et social) et la valse viennoise (de style américain).

### DanceSport disco
La WDSF liste deux danses dans la catégorie Disco Dance and Acrobatic Disco Dance (Freestyle), la danse disco et la danse disco acrobatique.

### DanceSportperforming arts
La catégorie de compétition Performing Arts Dances de la WDSF contient trois types de danses : la danse jazz rapide, la danse jazz lente ainsi que la danse moderne et contemporaine.

### DanceSport folklorique
Le DanceSport folklorique contient deux types de danses : la danse orientale et le flamenco.

### DanceSport artistique
Les danses de DanceSport dites "artistiques" sont une spécialité se dansant en groupe sur les thèmes généraux des danses classique, moderne, latines ou caribéennes ainsi que sur d'autres danses d'un caractère distinct. Les danses sont séparées en trois catégories : les danses synchronisées (modernes ou latines), les danses chorégraphiques (modernes ou latines) et les danses de spectacle.

## Pratique
La danse sportive pour amateurs se pratique jusqu'à haut niveau. Elle jouit par ailleurs d'une grande popularité auprès des étudiants dans le monde, particulièrement au Royaume-Uni où 20 000 étudiants sont membres de l'Inter Varsity Dance Association (IVDA).